# Calycomyza genebrensis
Calycomyza genebrensis är en tvåvingeart som beskrevs av Esposito och Prado 1993. Calycomyza genebrensis ingår i släktet Calycomyza och familjen minerarflugor. Inga underarter finns listade i Catalogue of Life.